# Razvor
Razvor is een plaats in de gemeente Kumrovec in de Kroatische provincie Krapina-Zagorje. De plaats telt 227 inwoners (2001).